# 多摩区
多摩区（たまく）は、川崎市を構成する7行政区のうちの一つ。

## 地理

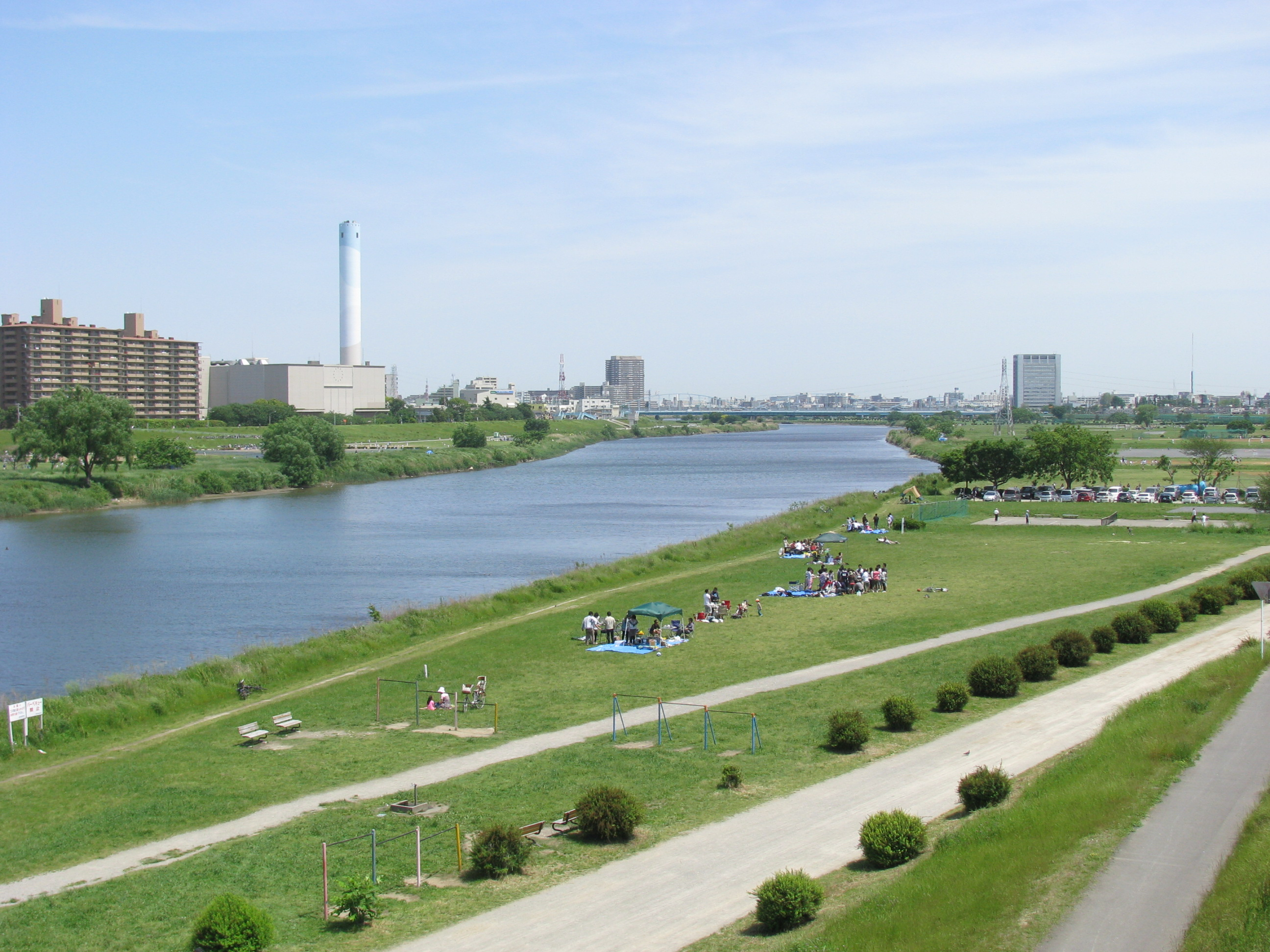
多摩川

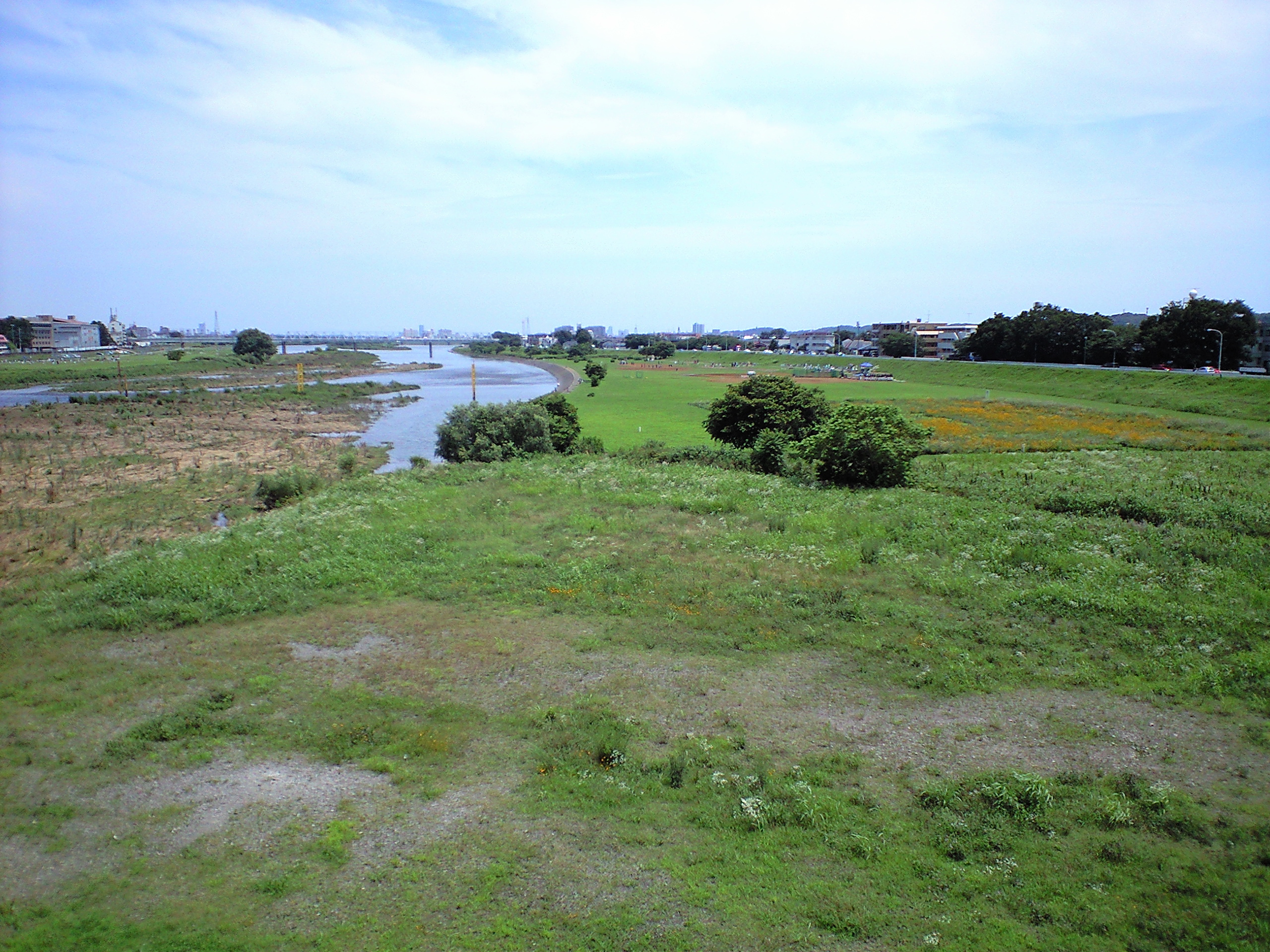
多摩川（菅野戸呂付近）

川崎市の最北端に位置し、新宿、渋谷、岩本町(秋葉原)、大手町(丸の内）､乃木坂など都内との交通網が発達している｡また､市内を走る南武線で武蔵小杉駅で乗り換えると品川駅や東京駅などの都心にも簡単にアクセスができ、利便性に優れている｡南武線は川崎〜登戸駅まで､1時間あたりの本数が多い傾向にある｡北は多摩川を境に東京都と接する。南には多摩丘陵が広がり、生田緑地は市民の憩いの場となっている。多摩川梨で有名である。
一級河川
- 多摩川
- 平瀬川支川
- 三沢川
- 二ヶ領本川（二ヶ領用水）
- 五反田川

準用河川
- 二ヶ領本川上河原線（二ヶ領用水）
- 二ヶ領用水宿河原線（二ヶ領用水）

普通河川
- 山下川
- 大丸用水

### 気候
川崎市の中で最も内陸部に位置する多摩区は、近隣の東京都世田谷区などとともに、東京都心（千代田区）よりやや寒暖差が大きく、夏は猛暑日、冬は氷点下になることも少なくない。夏の最高気温、冬の最低気温としては、東京湾から同距離（約15 - 20km）地点にあたる東京都練馬区（アメダス）に近い。

### 隣接している自治体・行政区
神奈川県
- 川崎市
  - 麻生区、宮前区、高津区

東京都
- 世田谷区
- 調布市
- 狛江市
- 稲城市

## 歴史

### 先史時代
- 縄文時代 - 多摩川の川岸に栃の実などを水に晒す作業場が作られる。丘陵上には集落が作られる。
- 弥生時代 - 丘陵上に大集落が作られる。

### 古代
- 古墳時代 - 多摩川周辺に古墳が築造される。丘陵斜面には横穴墓が作られる。
- 飛鳥時代 - 律令制の下、武蔵国橘樹郡、多磨郡、都筑郡が設置される。

### 中世
- 平安時代末期 - 稲毛三郎重成が、枡形城に拠点を構え治める。この頃より江戸時代まで稲毛領と呼ばれる。
- 鎌倉時代初期 - 稲毛三郎重成の子、小沢小太郎重政が小沢城に拠点を構える。
- 室町時代 - 寺尾若狭守が寺尾城を築城。
- 1504年9月 - 立河原の戦い。伊勢盛時（北条早雲）が山内上杉氏を攻める為、枡形城に入る。
- 1530年6月 - 小沢原の戦い。小沢城が後北条氏の拠点として利用される。北条氏康初陣。
- 1558年5月11日 - 北条氏康より長尾村へ撰銭令が出される。
- 1569年 - 武田信玄小田原乱入のおり、稲毛十六郷を放火。北条方御家人は枡形城に籠もり防戦。

### 近世
- 1590年 - 多摩川大洪水、流路が大きく北へ変わる。
- 1609年 - 小泉次太夫、六郷用水、稲毛・川崎二ヶ領用水上河原幹線を完成。
- 1629年 - 筧助兵衛、二ヶ領用水宿河原幹線を完成。
- 1690年 - 菅村が多摩郡より橘樹郡に編入。
- 1725年 - 稲毛領52ヶ村が御鷹場となる。
- 1782年 - 関東地方に大地震
- 1786年 - 多摩川洪水、猪方村堤（現：狛江市）の堤防決壊。
- 1787年 - 天明の大飢饉、登戸でも打ち壊しが起きる
- 1790年 - 多摩川洪水、矢ノ口（現・稲城市）・菅村境の堤防決壊、中野島村では人家が流失、登戸下流では床上4尺の浸水
- 1791年 - 多摩川流域で梨の栽培が始まる
- 1809年 - 多摩川出水、堤防120間余大破
- 1810年 - 宿河原村字船島の稲毛・川崎二ヶ領用塩樋床替、以前の場所より145丁上流になる。
- 1825年 - 猪方村堤（現：狛江市）8箇所切断、新堤築立
- 1831年 - 寺子屋が普及
- 1855年11月 - 安政の大地震
- 1859年 - 多摩川満水、周辺11ヶ村に被害
- 明治以前は武蔵国、橘樹郡であった。

### 近代
- 1868年 - 東京府、神奈川県が設置
- 1871年 - 廃藩置県。
- 1875年 - 中野島村が多摩郡より橘樹郡に編入。生田村が成立。
- 1878年 - 郡区町村編制法により行政区画としての橘樹郡が編成される。
- 1881年 -この頃より長尾で天然氷の製造が始まる。
- 1889年4月 - 町村制により橘樹郡に向丘村[注釈 1]、稲田村[注釈 2]が成立。橘樹郡生田村に高石村、金程村、細山村が編入[注釈 3]
- 1889年4月 - 都筑郡に柿生村・岡上村が成立。[注釈 4]
- 1893年9月 - 大師河原（現川崎市川崎区日ノ出）で当麻辰次郎が他の梨とは違う品種を発見し「長十郎」と名付ける。
- 1894年 - 川崎街道が県道となる。
- 1898年9月 - 多摩川出水、宿河原取入口大破損
- 1910年 - 多摩川氾濫。稲田村など5ヶ村民が村区域変動で争う。宿河原の一部が切れて、狛江と地続きになる。
- 1912年4月 - 府県境界変更により多摩川を東京府と神奈川県の境とし、上布田の飛び地、下布田の飛び地、和泉の飛び地が稲田村に編入、宿河原の飛び地が狛江村に転出。
- 1912年 - この頃より稲田村、生田村で梨・桃の栽培が盛んになる。
- 1917年5月 - 喜津根坂道路改修竣工。
- 1920年 - 多摩川砂利鉄道が南武鉄道となる。
- 1923年9月 - 関東大震災
- 1924年7月 - 川崎市が成立。（現在の多摩区にあたる地区は橘樹郡のまま）
- 1926年 - 向ヶ丘遊園開園
- 1927年 - 小田急線、新宿-小田原間の運転開始、豆汽車開業
- 1927年 - 神奈川県が「二ヶ領用水改良事業」を計画
- 1928年 - 登戸郵便局で電話業始まる
- 1929年12月 - 南武鉄道（現：JR南武線）全通
- 1932年6月 - 稲田村が町制施行して稲田町となる。
- 1935年 - 多摩川原橋が開通により、「上布田の渡し」が廃止、「下菅の渡し」と「矢野口の渡し」が結合し「菅の渡し」となる。
- 1936年 - 「二ヶ領用水改良事業」に基づく用水路工事開始
- 1938年10月 - 橘樹郡の稲田町、向丘村、生田村が川崎市に編入される。
- 1939年4月 - 都筑郡柿生村、岡上村を川崎市へ編入。
- 1940年 - 「堰の渡し」廃止
- 1941年3月 - 二ヶ領上河原堰の改造工事に着手

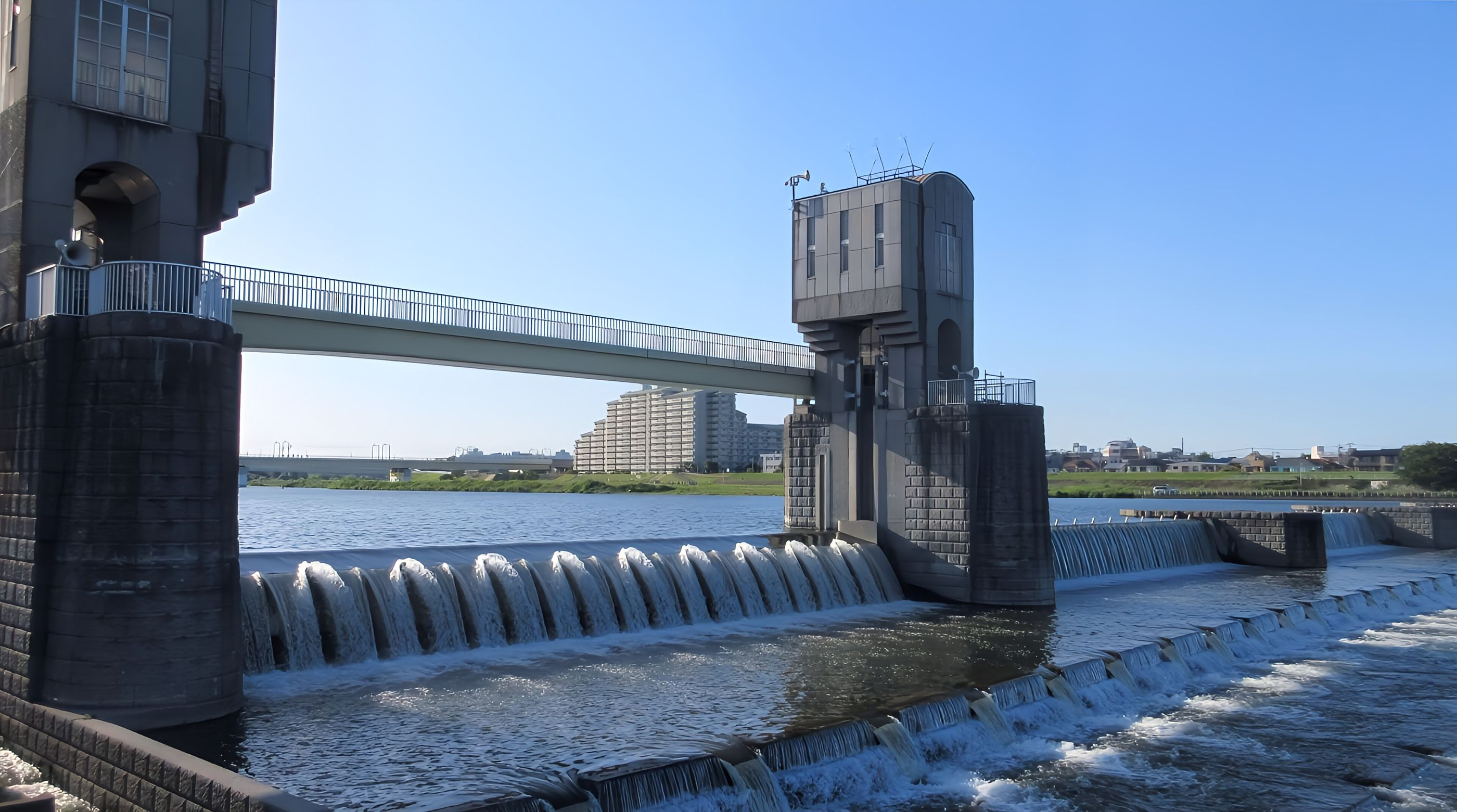
二ヶ領宿河原堰

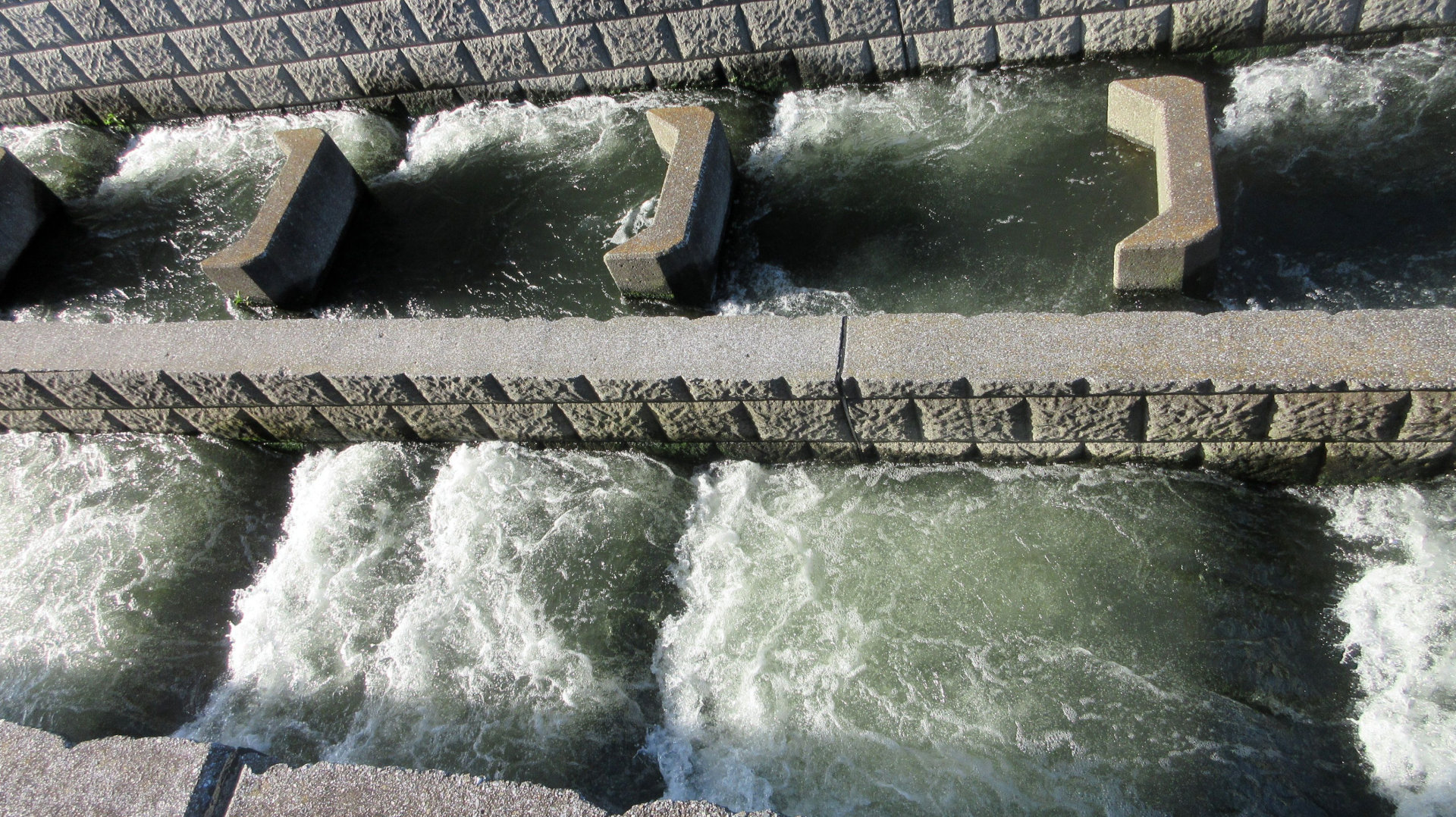
堰の側面に設けられた魚道

- 1944年 - 南武鉄道が国鉄になる。
- 1945年6月 - 二ヶ領上河原堰完成

### 現代（多摩区発足以前）
- 1949年5月 - 二ヶ領宿河原堰完成（コンクリートの固定堰）
- 1950年3月 - 豆電車開業

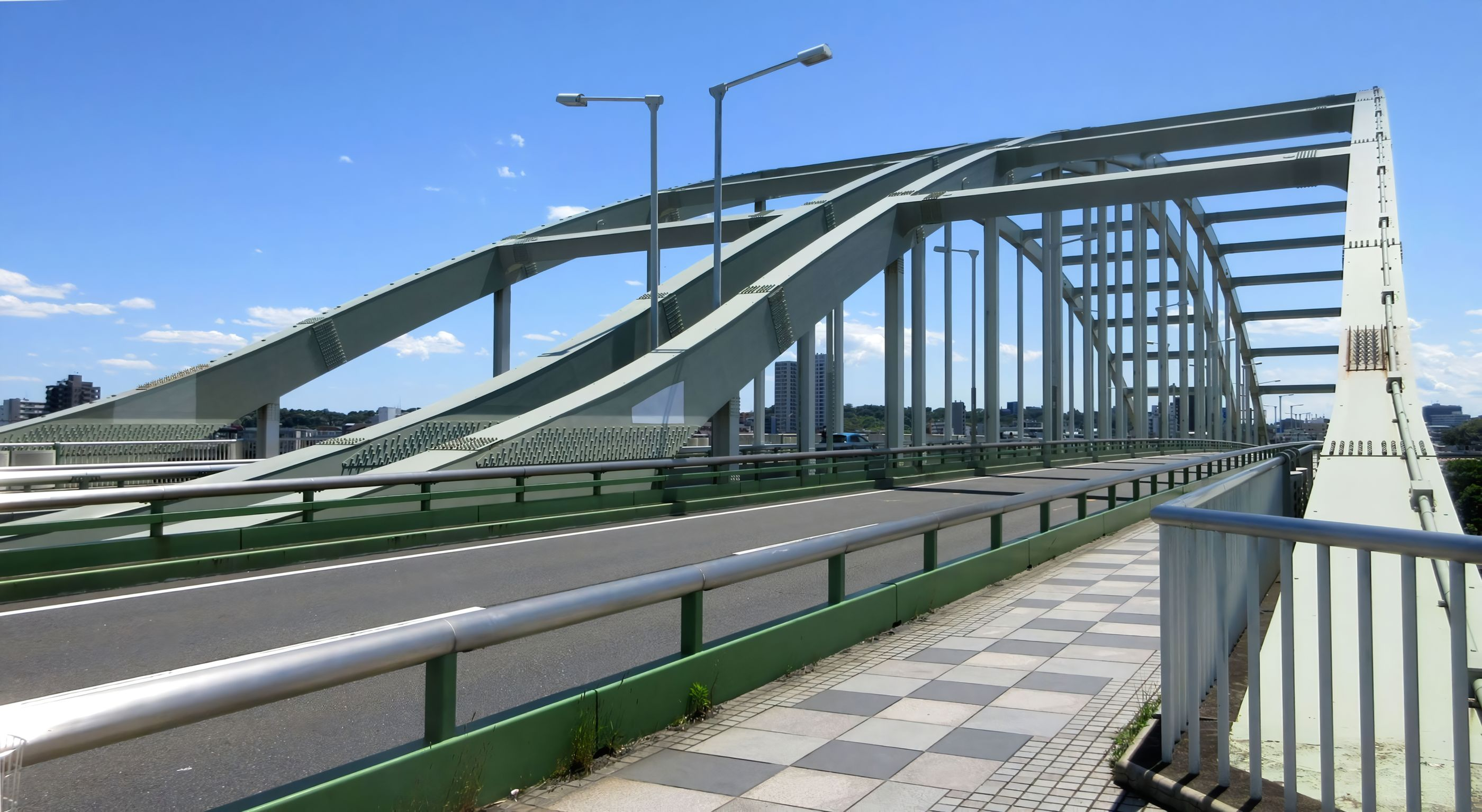
多摩水道橋

- 1951年 - 川崎市稲田公民館（後の多摩区民館）完成
- 1952年5月 - 川崎市稲田公民館に図書室を開設。
- 1953年 - 「多摩水道橋」完成、「登戸の渡し」廃止
- 1959年3月 - 東京都水道局長沢浄水場通水
- 1960年 - 宿河原堤の桜植樹開始
- 1960年 - 多摩川梨もぎとり連合会発足
- 1961年 - 登戸電報電話局開設
- 1962年4月 - 神奈川県稲田警察署開設。
- 1963年10月 - 稲田図書館開館
- 1964年 - 稲田保健所ができる。
- 1964年9月 - 読売ランド開園
- 1966年4月 - 小田急向ヶ丘遊園モノレール線開通
- 1966年 - 二ヶ領用水、矢上川、平瀬川などで水があふれ、または決壊、床上浸水の被害。
- 1966年 - 南武線複線化
- 1966年 - 多摩川、一級河川に
- 1967年 - 日本民家園開園
- 1969年 - 東名高速道路開通
- 1970年 - 多摩川サイクリングコース開設
- 1971年4月 - 京王相模原線、京王多摩川駅〜京王よみうりランド駅間(2.7km)開業
- 1971年8月 - 生田緑地内に川崎市青少年科学館開館[2]

### 現代（多摩区発足後）

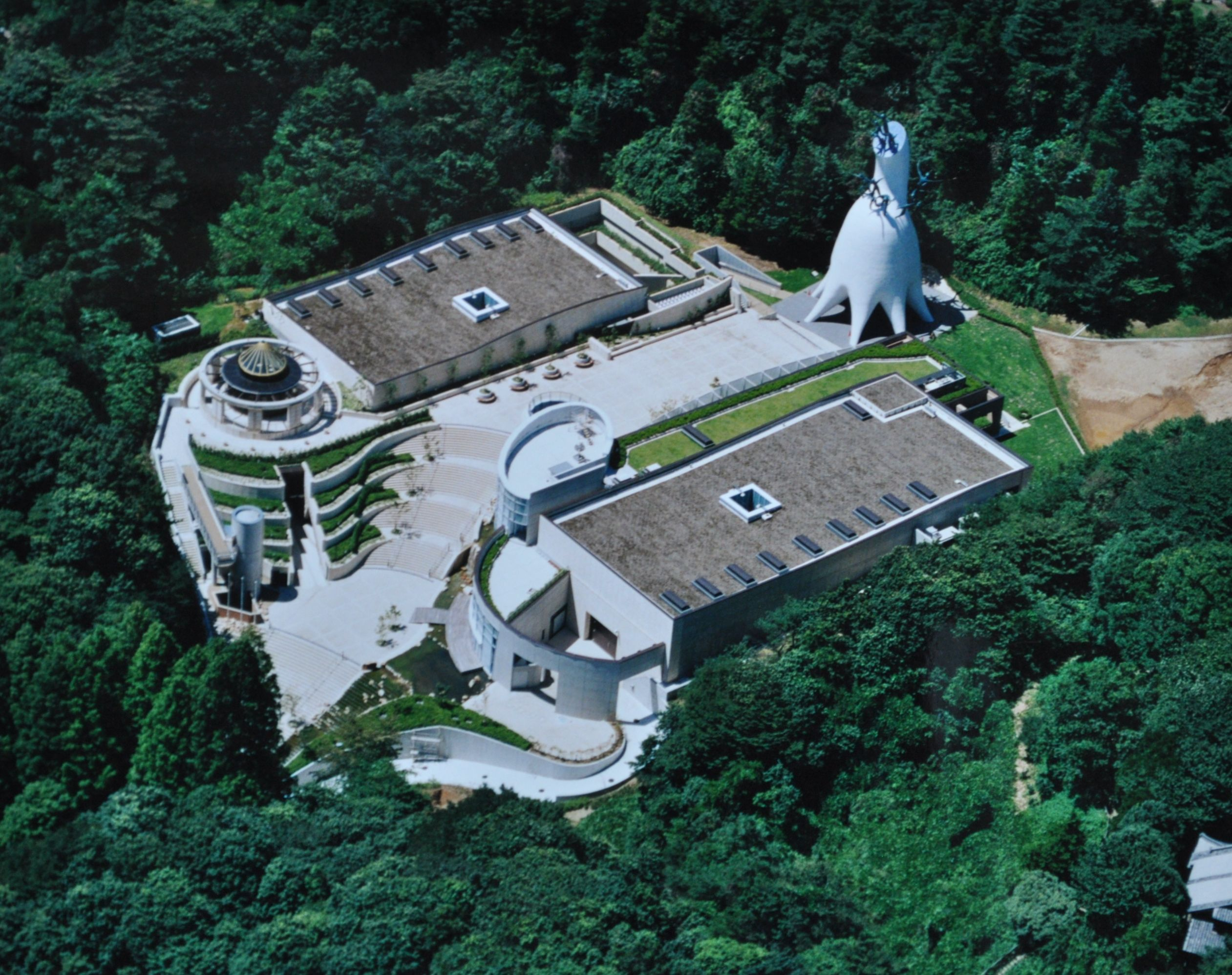
生田緑地にある川崎市岡本太郎美術館

- 1972年4月 - 川崎市の政令指定都市移行に伴い、多摩区発足。政令都市化に伴い稲田公民館、稲田図書館、稲田保健所、稲田警察署がそれぞれ多摩区役所・多摩区民館、多摩図書館、多摩保健所、多摩警察署に名称変更[3]。
- 1973年 - 菅の渡しが廃止
- 1974年9月 - 多摩川水害で対岸の狛江市側住宅流失。被害拡大を防止するため、二ヶ領宿河原堰を爆破[4]。
- 1975年 - 住居表示実施に伴い高津区より長尾が編入。
- 1977年11月 - 多摩図書館新築開館し, 対面朗読室を設置。[5]
- 1978年 - 多摩自然遊歩道完成
- 1979年 - 長尾の里めぐり遊歩道完成
- 1982年7月 - 麻生区を分区
- 1988年6月 - 川崎都市計画事業登戸土地区画整理事業施行条例施行
- 1989年2月 - 川崎都市計画事業登戸土地区画整理審議会会議要綱制定
- 1995年 - 多摩川梨もぎとり連合会解散
- 1997年 - 多摩区総合庁舎開庁
- 1999年3月 - 可動式のゲートを備えた二ヶ領宿河原堰完成。二ヶ領せせらぎ館開館。
- 1999年 - 生田緑地内に川崎市岡本太郎美術館開館
- 2001年2月 - 小田急向ヶ丘遊園モノレール線廃止[6]
- 2002年3月 - 向ヶ丘遊園閉園（ばら苑は市に移管され生田緑地の一部となる）
- 2006年6月 - 登戸駅リニューアル、ペデストリアンデッキ完成[7]
- 2011年9月 - 藤子・F・不二雄ミュージアム開館[8]
- 2012年4月 - 生田緑地内の川崎市青少年科学館が「かわさき宙と緑の科学館」としてリニューアルオープン[2]

## 人口
- 1975年　202,647
- 1980年　233,790
- 1985年　152,255
- 1990年　175,570
- 1995年　187,042
- 2000年　196,637
- 2005年　205,389
- 2010年　213,894
- 2015年　214,158

## 町名
多摩区内では、一部の区域で住居表示に関する法律に基づく住居表示が実施されている。なお、川崎市の町名の丁目にはアラビア数字が広く使用されているため、町名欄はアラビア数字で統一している。
| 町名          | 町名の読み       | 町区域新設年月日 | 住居表示実施年月日 | 住居表示実施前の町名等                                                                             | 備考 |
| ------------- | ---------------- | ---------------- | ------------------ | -------------------------------------------------------------------------------------------------- | ---- |
| 菅馬場1丁目   | すげばんば       | 1985年2月12日    | 1985年2月12日      | 菅字馬場耕地、上布田字新田、中野島字樋口・字南耕地の各一部                                         |      |
| 菅馬場2丁目   | すげばんば       | 1985年2月12日    | 1985年2月12日      | 菅字馬場耕地・字馬場谷・字北浦谷の各一部                                                           |      |
| 菅馬場3丁目   | すげばんば       | 1985年2月12日    | 1985年2月12日      | 菅字馬場谷・字北浦谷の各一部                                                                       |      |
| 菅馬場4丁目   | すげばんば       | 1985年2月12日    | 1985年2月12日      | 菅字馬場谷・字北浦谷の各一部                                                                       |      |
| 菅稲田堤1丁目 | すげいなだづつみ | 1984年11月5日    | 1984年11月5日      | 菅字北浦耕地・字野戸呂耕地・字芝間耕地・字馬場耕地の各一部                                         |      |
| 菅稲田堤2丁目 | すげいなだづつみ | 1984年11月5日    | 1984年11月5日      | 菅字北浦耕地・字馬場耕地の各一部                                                                   |      |
| 菅稲田堤3丁目 | すげいなだづつみ | 1984年11月5日    | 1984年11月5日      | 菅字北浦耕地・字馬場耕地、上布田字新田の各一部                                                     |      |
| 菅野戸呂      | すげのとろ       | 1984年11月5日    | 1984年11月5日      | 菅字野戸呂耕地・字北浦耕地・字芝間耕地の各一部                                                     |      |
| 菅1丁目       | すげ             | 1984年11月5日    | 1984年11月5日      | 菅字馬場耕地・字北浦耕地の各一部                                                                   |      |
| 菅2丁目       | すげ             | 1984年11月5日    | 1984年11月5日      | 菅字北浦耕地・字芝間耕地の各一部                                                                   |      |
| 菅3丁目       | すげ             | 1984年11月5日    | 1984年11月5日      | 菅字芝間耕地の一部                                                                                 |      |
| 菅4丁目       | すげ             | 1984年11月5日    | 1984年11月5日      | 菅字芝間耕地・字野戸呂耕地の各一部                                                                 |      |
| 菅5丁目       | すげ             | 1984年11月5日    | 1984年11月5日      | 菅字芝間耕地・字野戸呂耕地・字北浦耕地の各一部                                                     |      |
| 菅6丁目       | すげ             | 1984年11月5日    | 1984年11月5日      | 菅字芝間耕地・字野戸呂耕地の各一部                                                                 |      |
| 菅北浦1丁目   | すげきたうら     | 1985年2月12日    | 1985年2月12日      | 菅字北浦耕地・字馬場耕地の各一部                                                                   |      |
| 菅北浦2丁目   | すげきたうら     | 1985年2月12日    | 1985年2月12日      | 菅字北浦耕地・字馬場耕地・字北浦谷の各一部                                                         |      |
| 菅北浦3丁目   | すげきたうら     | 1985年2月12日    | 1985年2月12日      | 菅字北浦耕地・字芝間耕地・字小谷の各一部                                                           |      |
| 菅北浦4丁目   | すげきたうら     | 1985年2月12日    | 1985年2月12日      | 菅字北浦谷・字小谷の各一部                                                                         |      |
| 菅北浦5丁目   | すげきたうら     | 1985年2月12日    | 1985年2月12日      | 菅字北浦谷・字馬場耕地・字小谷の各一部                                                             |      |
| 菅城下        | すげしろした     | 1984年11月5日    | 1984年11月5日      | 菅字芝間耕地・字仙石谷の各一部                                                                     |      |
| 菅仙谷1丁目   | すげせんごく     | 1985年2月12日    | 1985年2月12日      | 菅字仙石谷・字芝間耕地・字小谷の各一部                                                             |      |
| 菅仙谷2丁目   | すげせんごく     | 1985年2月12日    | 1985年2月12日      | 菅字小谷の一部                                                                                     |      |
| 菅仙谷3丁目   | すげせんごく     | 1985年2月12日    | 1985年2月12日      | 菅字小谷・字北浦谷の各一部                                                                         |      |
| 菅仙谷4丁目   | すげせんごく     | 1985年2月12日    | 1985年2月12日      | 菅字仙石谷・字小谷・字北浦谷の各一部                                                               |      |
| 中野島        | なかのしま       | 1938年10月1日    | 未実施             | |      |
| 中野島1丁目   | なかのしま       | 1991年11月25日   | 1991年11月25日     | 中野島字南耕地・字北島・字樋口・字北河原、菅字馬場耕地の各一部                                     |      |
| 中野島2丁目   | なかのしま       | 1991年11月25日   | 1991年11月25日     | 中野島字南耕地・字砂川附、登戸字甲耕地・字乙耕地の各一部                                           |      |
| 中野島3丁目   | なかのしま       | 1991年11月25日   | 1991年11月25日     | 中野島字南耕地・字砂川附・字北島・字北河原・字下河原、登戸字乙耕地の各一部                         |      |
| 中野島4丁目   | なかのしま       | 1991年11月25日   | 1991年11月25日     | 中野島字北河原・字下河原・字中河原・字石河原の各一部                                               |      |
| 中野島5丁目   | なかのしま       | 1991年11月25日   | 1991年11月25日     | 中野島字下河原・字中河原・字石河原、和泉字西南河原の各一部                                         |      |
| 中野島6丁目   | なかのしま       | 1991年11月25日   | 1991年11月25日     | 中野島字北島・字樋口・字北河原・字中河原、下布田字ヌノタの各一部                                   |      |
| 布田          | ふだ             | 1991年11月25日   | 1991年11月25日     | 上布田字新田、下布田字ヌノタ、中野島字樋口・字中河原、菅字馬場耕地の各一部                         |      |
| 和泉          | いずみ           | 1938年10月1日    | 未実施             | |      |
| 登戸          | のぼりと         | 1938年10月1日    | 未実施             | |      |
| 登戸新町      | のぼりとしんまち | 1949年9月9日     | 未実施             | |      |
| 宿河原1丁目   | しゅくがわら     | 1987年11月23日   | 1987年11月23日     | 宿河原字七耕地・字八耕地・字九耕地・字拾壱耕地、登戸字辛耕地の各一部                               |      |
| 宿河原2丁目   | しゅくがわら     | 1987年11月23日   | 1987年11月23日     | 宿河原字壱耕地の全部と宿河原字弐耕地・字参耕地・字七耕地・字八耕地・字九耕地、登戸字庚耕地の各一部 |      |
| 宿河原3丁目   | しゅくがわら     | 1987年11月23日   | 1987年11月23日     | 宿河原字弐耕地・字参耕地・字四耕地・字七耕地・字九耕地の各一部                                     |      |
| 宿河原4丁目   | しゅくがわら     | 1987年11月23日   | 1987年11月23日     | 宿河原字九耕地・字拾壱耕地の各一部                                                                 |      |
| 宿河原5丁目   | しゅくがわら     | 1987年11月23日   | 1987年11月23日     | 宿河原字六耕地・字九耕地・字拾耕地・字拾壱耕地の各一部                                             |      |
| 宿河原6丁目   | しゅくがわら     | 1987年11月23日   | 1987年11月23日     | 宿河原字五耕地の全部と宿河原字四耕地・字六耕地・字九耕地、堰字西耕地の各一部                       |      |
| 宿河原7丁目   | しゅくがわら     | 1987年11月23日   | 1987年11月23日     | 宿河原字六耕地・字拾耕地・字拾壱耕地の各一部                                                       |      |
| 長尾1丁目     | ながお           | 1975年2月1日     | 1975年2月1日       | 高津区長尾字新川、宿河原字参耕地の各一部                                                           |      |
| 長尾2丁目     | ながお           | 1975年2月1日     | 1975年2月1日       | 高津区長尾字西高根、高津区平字高山、高津区五所塚1、生田字鴛鴦沼の各一部                            |      |
| 長尾3丁目     | ながお           | 1975年2月1日     | 1975年2月1日       | 高津区長尾字西高根・字東高根、高津区五所塚1の各一部                                                |      |
| 長尾4丁目     | ながお           | 1975年2月1日     | 1975年2月1日       | 高津区長尾字新川、宿河原字四耕地の各一部                                                           |      |
| 長尾5丁目     | ながお           | 1975年2月1日     | 1975年2月1日       | 高津区長尾字新川の一部                                                                             |      |
| 長尾6丁目     | ながお           | 1975年2月1日     | 1975年2月1日       | 高津区長尾字東高根の一部                                                                           |      |
| 長尾7丁目     | ながお           | 1975年2月1日     | 1975年2月1日       | 高津区長尾字東高根の一部                                                                           |      |
| 堰1丁目       | せき             | 1988年2月1日     | 1988年2月1日       | 堰字北耕地の全部と同字東耕地・字西耕地の各一部                                                     |      |
| 堰2丁目       | せき             | 1988年2月1日     | 1988年2月1日       | 堰字東耕地・字西耕地、宿河原字六耕地の各一部                                                       |      |
| 堰3丁目       | せき             | 1988年2月1日     | 1988年2月1日       | 堰字東耕地・字西耕地、宿河原字六耕地の各一部                                                       |      |
| 生田1丁目     | いくた           | 1981年10月12日   | 1981年10月12日     | 生田字菅生耕地・字寒谷・字土渕、菅字馬場耕地・字馬場谷の各一部                                     |      |
| 生田2丁目     | いくた           | 1981年10月12日   | 1981年10月12日     | 生田字土渕耕地・字菅生耕地の各一部                                                                 |      |
| 生田3丁目     | いくた           | 1981年10月12日   | 1981年10月12日     | 生田字土渕耕地・字菅生耕地・字土渕の各一部                                                         |      |
| 東生田1丁目   | ひがしいくた     | 1980年11月4日    | 1980年11月4日      | 生田字飯室・字榎戸・字稲目、登戸字庚耕地の各一部                                                   |      |
| 東生田2丁目   | ひがしいくた     | 1980年11月4日    | 1980年11月4日      | 生田字飯室・字枡形・字鴛鴦沼の各一部                                                               |      |
| 東生田3丁目   | ひがしいくた     | 1980年11月4日    | 1980年11月4日      | 生田字鴛鴦沼・字飯室の各一部                                                                       |      |
| 東生田4丁目   | ひがしいくた     | 1980年11月4日    | 1980年11月4日      | 生田字鴛鴦沼・字飯室の各一部                                                                       |      |
| 東生田4丁目   | ひがしいくた     | 1980年11月4日    | 1982年7月1日       | 生田字鴛鴦沼の一部                                                                                 |      |
| 枡形1丁目     | ますがた         | 1980年11月4日    | 1980年11月4日      | 生田字北耕地・字明王・字榎戸西・字土渕の各一部                                                     |      |
| 枡形2丁目     | ますがた         | 1980年11月4日    | 1980年11月4日      | 生田字北耕地・字榎戸西・字榎戸の各一部                                                             |      |
| 枡形3丁目     | ますがた         | 1980年11月4日    | 1980年11月4日      | 生田字榎戸・字稲目・字榎戸西・字根岸の各一部                                                       |      |
| 枡形4丁目     | ますがた         | 1980年11月4日    | 1980年11月4日      | 生田字榎戸西・字根岸の各一部                                                                       |      |
| 枡形5丁目     | ますがた         | 1980年11月4日    | 1980年11月4日      | 生田字根岸・字大谷・字東三田の各一部                                                               |      |
| 枡形6丁目     | ますがた         | 1980年11月4日    | 1980年11月4日      | 生田字稲目・字枡形・字飯室・字根岸・字東三田・字篭馬澤・字飯室谷の各一部                           |      |
| 枡形7丁目     | ますがた         | 1980年11月4日    | 1980年11月4日      | 生田字飯室・字鴛鴦沼・字篭馬澤・字飯室谷・字大谷・字東三田の各一部                                 |      |
| 東三田2丁目   | ひがしみた       | 1980年11月4日    | 1980年11月4日      | 生田字東三田・字大谷・字根岸・字篭馬澤・字枡形の各一部                                             |      |

| 町名        | 町名の読み   | 町区域新設年月日 | 住居表示実施年月日 | 住居表示実施前の町名等                                                             | 備考 |
| ----------- | ------------ | ---------------- | ------------------ | ---------------------------------------------------------------------------------- | ---- |
| 寺尾台1丁目 | てらおだい   | 1970年4月1日     | 未実施             |                                                                                    |      |
| 寺尾台2丁目 | てらおだい   | 1970年4月1日     | 未実施             |                                                                                    |      |
| 長沢1丁目   | ながさわ     | 1982年5月31日    | 1982年5月31日      | 生田字東長沢・字中谷の各一部                                                       |      |
| 長沢2丁目   | ながさわ     | 1982年5月31日    | 1982年5月31日      | 生田字東長沢の一部                                                                 |      |
| 長沢3丁目   | ながさわ     | 1982年5月31日    | 1982年5月31日      | 生田字東長沢・字西長沢の各一部                                                     |      |
| 長沢4丁目   | ながさわ     | 1982年5月31日    | 1982年5月31日      | 生田字西長沢・字餅坂・字中谷・字塔ノ越の各一部                                     |      |
| 生田4丁目   | いくた       | 1981年10月12日   | 1981年10月12日     | 生田字土渕・字明王・字寒谷・字西五反田・字東五反田の各一部                         |      |
| 生田5丁目   | いくた       | 1981年10月12日   | 1981年10月12日     | 生田字寒谷・字土渕の各一部                                                         |      |
| 生田6丁目   | いくた       | 1981年10月12日   | 1981年10月12日     | 生田字北大作の全部と生田字寒谷・字大作、寺尾台1の各一部                            |      |
| 生田7丁目   | いくた       | 1981年10月12日   | 1981年10月12日     | 生田字西五反田・字大作・字寒谷・字土渕・字東五反田の各一部                         |      |
| 生田8丁目   | いくた       | 1981年10月12日   | 1981年10月12日     | 生田字榎戸西・字根岸の各全部と同字東五反田・字西五反田・字土渕・字明王の各一部     |      |
| 南生田1丁目 | みなみいくた | 1977年2月28日    | 1977年2月28日      | 生田字栗谷・字栗谷台・字無入・字四郎左衛門谷・字南大作・字雁俣の各一部             |      |
| 南生田2丁目 | みなみいくた | 1977年2月28日    | 1977年2月28日      | 生田字四郎左衛門谷・字立牛・字中谷・字塔ノ越・字雁俣の各一部                       |      |
| 南生田2丁目 | みなみいくた | 1977年2月28日    | 1982年5月31日      | 生田字塔ノ越の一部                                                                 |      |
| 南生田3丁目 | みなみいくた | 1977年2月28日    | 1977年2月28日      | 生田字立牛・字栗谷台・字四郎左衛門谷・字中谷・字塔ノ越の各一部                     |      |
| 南生田4丁目 | みなみいくた | 1977年2月28日    | 1977年2月28日      | 生田字塔ノ越・字中谷・字西長沢の各一部                                             |      |
| 南生田4丁目 | みなみいくた | 1977年2月28日    | 1982年5月31日      | 生田字塔ノ越・字中谷・字西長沢・字餅坂の各一部                                     |      |
| 南生田5丁目 | みなみいくた | 1982年5月31日    | 1982年5月31日      | 生田字中谷・字東長沢・字西長沢の各一部                                             |      |
| 南生田6丁目 | みなみいくた | 1982年5月31日    | 1982年5月31日      | 生田字中谷・字東長沢・字平野の各一部                                               |      |
| 南生田7丁目 | みなみいくた | 1982年5月31日    | 1982年5月31日      | 生田字平野・字東栗谷・字中谷の各一部                                               |      |
| 南生田8丁目 | みなみいくた | 1982年5月31日    | 1982年5月31日      | 生田字立牛・字栗谷台の各全部と同字東栗谷・字中谷の各一部                           |      |
| 西生田1丁目 | にしいくた   | 1978年10月1日    | 1978年10月1日      | 生田字北大作・字南大作、菅字馬場谷の各一部                                         |      |
| 西生田2丁目 | にしいくた   | 1979年10月22日   | 1979年10月22日     | 生田字大作・字北大作・字南大作・字西五反田の各一部                                 |      |
| 西生田3丁目 | にしいくた   | 1979年10月22日   | 1979年10月22日     | 生田字栗谷の全部と同字大作・字北大作・字南大作・字無入の各一部                     |      |
| 西生田4丁目 | にしいくた   | 1979年10月22日   | 1979年10月22日     | 生田字北大作・字南大作・字雁俣・字無入、高石字石神・字水暮の各一部                 |      |
| 西生田5丁   | にしいくた   | 1979年10月22日   | 1979年10月22日     | 生田字四郎左衛門谷の全部と生田字雁俣・字無入・字塔ノ越、高石字水暮・字三谷の各一部 |      |
| 栗谷1丁目   | くりや       | 1977年2月28日    | 1977年2月28日      | 生田字栗谷・字栗谷台・字南大作の各一部                                             |      |
| 栗谷2丁目   | くりや       | 1977年2月28日    | 1977年2月28日      | 生田字栗谷・字栗谷台・字立牛・字四郎左衛門谷・字東栗谷の各一部                     |      |
| 栗谷3丁目   | くりや       | 1977年2月28日    | 1977年2月28日      | 生田字栗谷・字栗谷台・字大作・字西五反田の各一部                                   |      |
| 栗谷4丁目   | くりや       | 1977年2月28日    | 1977年2月28日      | 生田字栗谷・字栗谷台・字大作・字東栗谷の各一部                                     |      |
| 三田1丁目   | みた         | 1967年4月1日     | 未実施             |                                                                                    |      |
| 三田2丁目   | みた         | 1967年4月1日     | 未実施             |                                                                                    |      |
| 三田3丁目   | みた         | 1967年4月1日     | 未実施             |                                                                                    |      |
| 三田4丁目   | みた         | 1967年4月1日     | 未実施             |                                                                                    |      |
| 三田5丁目   | みた         | 1967年4月1日     | 未実施             |                                                                                    |      |
| 東三田1丁目 | ひがしみた   | 1980年11月4日    | 1980年11月4日      | 生田字根岸・字三田原・字大谷、三田3の各一部                                        |      |
| 東三田3丁目 | ひがしみた   | 1980年11月4日    | 1980年11月4日      | 生田字大谷、三田5の各一部                                                          |      |

1. 1 2  菅土地区画整理事業換地処分公告の翌日
2. 1 2 3 4 5 6 7  町名地番整理実施区域（一部を除く）
3. 1 2 3 4 5  東生田土地区画整理事業換地処分公告の翌日

### 多摩川の両岸に残る地名
かつての上布田村、下布田村、和泉村、宿河原村は多摩川の氾濫によって分断され、多摩川の両側に地名を残している。
- 川崎市多摩区布田 - 東京都調布市布田
  - 調布市には、上布田町、下布田町も現存する。
- 川崎市多摩区和泉 - 東京都狛江市和泉
  - 狛江市には「和泉」という町名は存在せず、和泉本町、中和泉、西和泉、元和泉の町名が現存する。
- 川崎市多摩区宿河原 - 東京都狛江市駒井町の一部
  - 旧：狛江町宿河原。現存しない。

## 経済

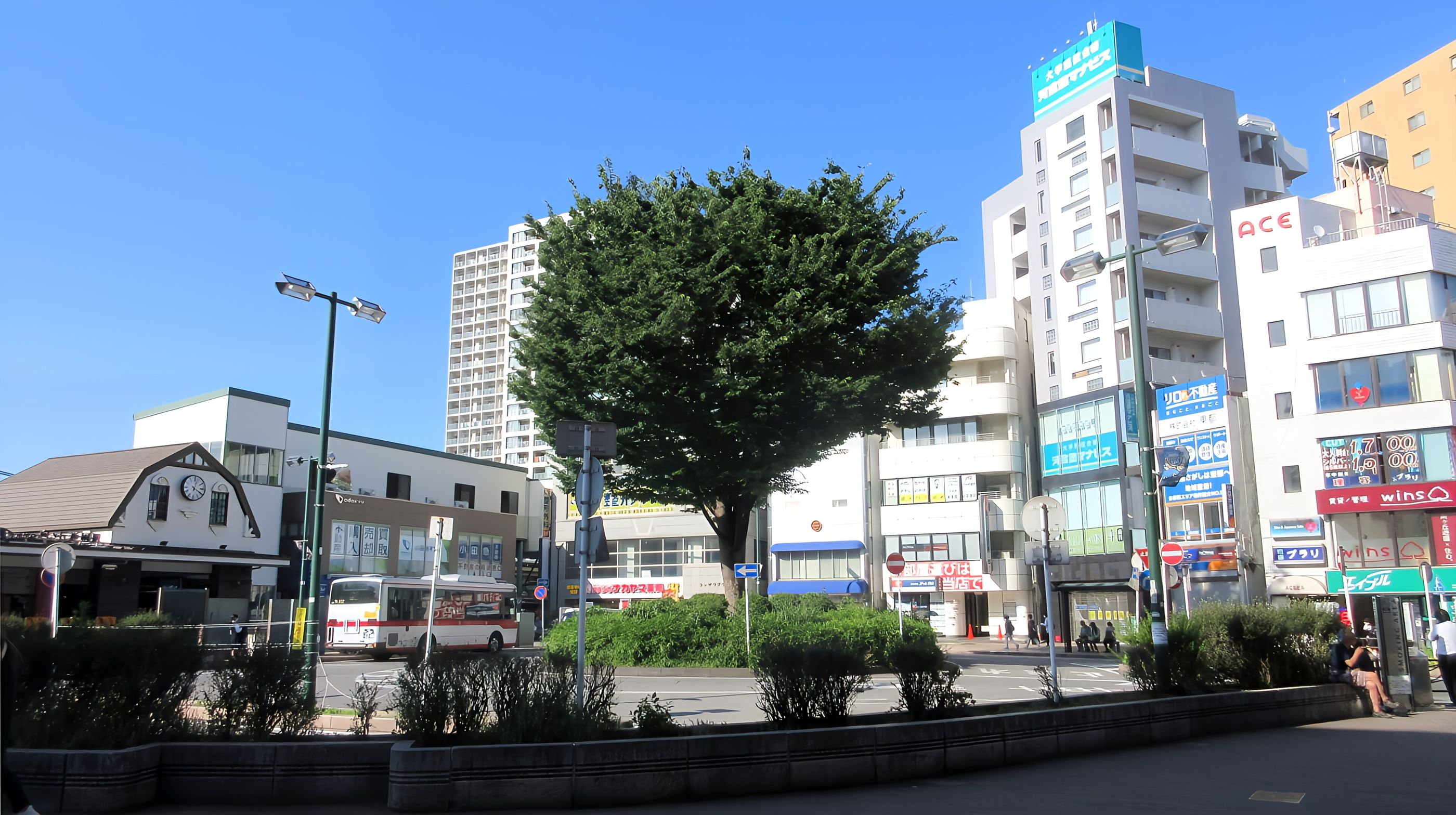
向ヶ丘遊園駅前のロータリー、商業施設

- 登戸・向ヶ丘遊園・生田・稲田堤周辺は学生街と歓楽街の色彩が強く、多くの飲食店が存在している。雑誌等で紹介される飲食店が多いため「B級グルメ激戦区」と称されることもある[9]。

## 産業
- スリオンテック（現・マクセルスリオンテック）、日本エー・エム・ピー、高和電気工業などの工場や情報センターなどが多摩川沿いにあり、かつては昭和エーテル、日本板硝子、キトー、三菱レイヨンなどの工場もあったが現在は移転・閉鎖した。
- 松下電器産業の研究所・東京体育館が東三田に有ったが2003年に移転・閉鎖し、跡地は大規模マンション街となっている。
- 日本テレビの生田スタジオが菅仙谷にあり、同局のテレビドラマの撮影などで使われる。

## 農業

### 果物
多摩川梨（稲城梨）
- かつては「稲城梨」として東京市場の名産品として評判であり、1932年に「稲城梨」から「多摩川梨」に名称を変更した。1952年に「多摩川果物協同組合連合会」が設立され「多摩川梨」の生産が拡大された。1960年に「多摩川梨もぎとり連合会」が発足し1980年代までは「梨もぎとり園」も多く存在し観光客も来ていた。現在は生産農家が減り路上販売が主である。
- 品種の変遷 - 多摩川流域で見つかった品種「長十郎」が多摩川梨の代名詞であったが、後に「二十世紀」と勢力を二分するようになり、1980年代以降は「幸水」「豊水」「新高」「多摩」などが主流品種となっていった。
  - 長十郎、二十世紀、幸水、豊水、菊水、新水、旭、新世紀、新高、新星、稲城、多摩、あきづき

宿河原桃
- かつて「宿河原桃」は東京市場の名産品として評判であったが、1961年をピークに生産は減り、1970年代まではまだ主要な農産物であったが、現在は激減した。

その他
- かつては栗、柿、ブドウ、ミカン、ビワ等を生産する農家もあったが、現在では農家の庭木などに名残を残すのみとなっている。

### 野菜
のらぼう菜（野良坊菜）
- 川崎市多摩区菅地区で自家消費用で栽培されていた洋種ナタネに分類されるアブラナ科の野菜。近年はテレビ、新聞等で取り上げられ、多摩区の新たな名産品となりつつある。
- 多摩区以外では東京都あきる野市などでも栽培が盛んである。

その他
- ナス、キュウリ、ゴーヤ、モロヘイヤ、インゲン、枝豆、エンドウ豆、大根、カブ、サトイモ、ジャガイモ、ニンジン、カボチャ、ネギ、タマネギ、カリフラワー、ブロッコリー、ほうれん草、コマツナ、ミョウガ、キャベツ、白菜、トマトなどが作られており、路上販売をしている農家が多い。
- かわさき農産物ブランド「かわさきそだち」

### 米
- 江戸時代には、良質な稲毛米を産出していた。稲毛の田から「稲田」と言う地名が出来たと言われる。1970年代までは田圃も多く見られたが、現在は数軒の農家を残すのみとなっている。

## 教育
川崎市のなかでも教育機関が多く、文教都市としての側面がある。

### 大学
- 明治大学 生田キャンパス
- 専修大学 生田キャンパス

### 中高一貫校
私立
- 日本女子大学附属中学校・高等学校
- カリタス女子中学高等学校

### 高等学校
公立
- 神奈川県立生田高等学校
- 神奈川県立生田東高等学校
- 神奈川県立菅高等学校
- 神奈川県立多摩高等学校
- 神奈川県立向の岡工業高等学校
- 神奈川県立百合丘高等学校

### 中学校
公立
- 川崎市立生田中学校
- 川崎市立稲田中学校
- 川崎市立菅中学校
- 川崎市立中野島中学校
- 川崎市立枡形中学校
- 川崎市立南菅中学校
- 川崎市立南生田中学校

### 小学校
私立
- カリタス小学校

公立
- 川崎市立生田小学校
- 川崎市立稲田小学校
- 川崎市立下布田小学校
- 川崎市立宿河原小学校
- 川崎市立菅小学校
- 川崎市立中野島小学校
- 川崎市立長尾小学校
- 川崎市立西菅小学校
- 川崎市立登戸小学校
- 川崎市立東生田小学校
- 川崎市立東菅小学校
- 川崎市立三田小学校
- 川崎市立南生田小学校
- 川崎市立南菅小学校

## 交通

### 鉄道
東日本旅客鉄道（JR東日本）
 南武線
- - 宿河原駅 - 登戸駅 - 中野島駅 - 稲田堤駅 -

武蔵野線
- - 府中本町駅 - 梶ヶ谷貨物ターミナル駅間の生田トンネル区間

京王電鉄
 相模原線
- - 京王稲田堤駅 -

小田急電鉄
 小田原線
- - 登戸駅 - 向ヶ丘遊園駅 - 生田駅 - 読売ランド前駅 -

- 廃止路線
  - 小田急電鉄 向ヶ丘遊園モノレール
    - 向ヶ丘遊園駅 - 向ヶ丘遊園正門駅

### 路線バス
- 小田急バス
  - 生田折返場・生田研修所（旧・生田営業所）
  - 登戸営業所
- 川崎市交通局
- 東急バス
- コミュニティバス「あじさい号」
- コミュニティバス「山ゆり号」
  - この他、かつては神奈川中央交通も登戸駅に乗り入れていたが、2025年に路線が廃止された。

### 索道
- よみうりランドスカイシャトル
  - - 山頂ステイション

### 道路
- 主要地方道
  - 東京都道・神奈川県道3号世田谷町田線（津久井道）
  - 神奈川県道・東京都道9号川崎府中線（府中街道）
  - 神奈川県道13号横浜生田線（浄水場通り）
  - 川崎市主要地方道幸多摩線（多摩沿線道路）
- 一般市道
  - 川崎市道小杉菅線（南武沿線道路）

### 多摩川の渡し
現在は廃止されてしまっているが、多摩川を渡る交通手段として渡し船が存在していた。
- 菅の渡し - 1935年に矢野口の渡しと下菅の渡しが統合、1973年廃止
- 下菅の渡し - 1935年廃止
- 上布田の渡し - 1935年廃止
- 中野島の渡し - 1935年ころ廃止
- 登戸の渡し - 1953年廃止
- 堰の渡し - 1940年廃止

## 観光
- 多摩区観光推進協議会
- 多摩区役所地域振興課

2007年8月に観光地としての多摩区の魅力をPRする為に「多摩区観光大使」が新設され、区内在住の落語家、桂米多朗が就任した。

### レジャー施設

#### 遊園地
- よみうりランド

#### ゴルフ場・ゴルフ練習場
- 川崎国際生田緑地ゴルフ場
- 宿河原ゴルフセンター
- 民家園ビッグゴルフ
- 登戸ゴルフセンター
- 菅ゴルフセンター
- よみうりゴルフガーデン

#### テニスコート
- 240テニスカレッジ
- 登戸サンライズテニスコート
- プラザテニスクラブ
- 東京バッティングセンター
- 川崎市多摩スポーツセンター

#### 釣堀
- 多摩川へら鮒センター

#### 野球場
- 硬式野球場
  - 読売ジャイアンツ球場
- 軟式野球場
  - 川崎市多摩スポーツセンター
- 少年野球場
  - 稲田公園
  - 多摩川緑地
  - 三田第一公園
  - 南生田公園

#### プール
- 季節営業
  - よみうりランドプールWAI
  - 稲田児童プール
- 通年営業（温水プール）
  - 川崎市多摩スポーツセンター
  - イトマンスイミングスクール多摩校
  - スポーツスパ アスリエ生田

### 神社・仏閣等
| - 妙楽寺（あじさい寺） - 薬師如来両脇侍像 - 五趣生死輪図 - 広福寺（稲毛館跡） - 聖観音立像 - 地蔵菩薩立像 - 長念寺 - 秀月禅尼画像 - 阿弥陀如来立像 - 長念寺本堂 - 長念寺庫裏 - 長念寺山門 - 鳥合わせ図屏風 - 寿福寺 - 一般公開なし。 - 国一禅師坐像 | - 光明院 - 不動明王及び二童子像 - 玉林寺 - 仏涅槃図 - 常照寺 - 松寿弁財天図 - 盛源寺 - 庚申塔 - 薬師堂 - 菅の獅子舞 - 丸山教本庁 - 稲荷社（登戸） - 浅間社（登戸） -富士塚 - 八幡社（宿河原） - 船島稲荷神社（宿河原）・・沓稲荷 | - 子之神社（菅北浦） - 子之神社本殿 - 八雲神社（菅） - 諏訪社（長沢） - 杉山社（西生田） - 天神社（枡形） - 三峰神社（枡形） - 根岸稲荷社 - 五反田神社（三田） - 長尾神社（長尾） - 歩射 - 須賀神社（栗谷） - 稲荷神社（堰） - 稲荷神社（中野島） - 菅の六地蔵 - 松寿弁財天（宿河原） - 綱下げ松 |

### 遺跡等
| - 宿河原縄文時代低地遺跡 - 権現台遺跡（五所塚） - 長者穴横穴墓群 | - 下原遺跡 - 長尾台遺跡 - 根岸古墳群 | - 寺尾台廃堂跡（寺尾城址） - 枡形城址 - 小沢城址 |

### 公園・その他
| - 生田緑地 - 藤子・F・不二雄ミュージアム - ばら苑（2002年に閉園した向ヶ丘遊園を引き継いだ） - 川崎市岡本太郎美術館 - 日本民家園 - 伝統工芸館 - 青少年科学館（プラネタリウム、天体観測室、展示室） - 枡形山・城址 - 川崎国際生田緑地ゴルフ場（市営ゴルフ場） - ホタルの里、菖蒲園、つつじ山、グリーンアドベンチャーコース - 東生田自然遊歩道、多摩自然遊歩道 - 稲田公園（くじら公園） - 少年野球場 - 桜の園 - せせらぎ - 児童プール - 川崎河川漁業協同組合 魚の家／おさかなポスト | - 多摩川緑地 - 野球場 - サッカー場 - 子供の広場 - 多目的広場 - 川崎市フルーツパーク - 川崎市緑化センター - 西菅公園 - 菅馬場公園 - 下布田公園 - 中野島中央公園 - 中野島中河原公園 - 登戸台和公園 - 登戸第二公園 - 南生田三丁目公園 - 南生田公園 | - 長沢こども公園 - 栗谷上の山公園 - 三田第一公園 - 三田第二公園（まむし公園） - 三田第三公園 - 三田第四公園 - 宿河原あおぞら公園 - 長尾ちびっこ広場 - 長尾一丁目公園 - ふじやま遺跡公園 - 長尾台遺跡 - 東名堰公園 - 東名堰第二公園 - 向の岡公園 - 二ヶ領用水 - 宿河原の桜並木 - 二ヶ領せせらぎ館 |

### 祭・イベント
- 多摩区民祭
- ふれあい移動水族館（正式名称：ガサガサ水辺の移動水族館、生田在住の川崎河川漁業組合員山崎充哲が責任者となり、依頼があれば場所を問わず各種イベント会場や学校・教室・体育館、子ども会のお祭りなど各地で開設している）

## 防災

### 避難所
- 上記の公立中学校・公立小学校
- 平中学校（宮前区）
- 久地小学校（高津区）
- 長沢小学校（麻生区）

### 広域避難場所
- 多摩川河川敷一帯（稲田公園含む）
- 生田緑地一帯（川崎国際カントリークラブゴルフ場、長沢浄水場を含む）
- 西菅公園一帯（西菅公園、菅馬場公園など）

### 消防
| - 川崎市多摩消防署 - 宿河原出張所 - 菅出張所 - 栗谷出張所 | - 多摩消防団 - 稲田分団 - 菅班 - 中野島班 - 登戸班 - 宿河原堰班 - 長尾班 | - - 生田分団 - 東生田班 - 中央生田班 - 長沢班 - 大作班 |

### ライフライン
- 東京電力生田営業所 - 電力
- 東京ガスお客さまセンター（川崎区） - 都市ガス
- 神奈川県エルピーガス協会川崎北支部（高津区） - LPガス
- 川崎市水道局多摩水道営業所 - 水道
- NTT登戸営業所 - 電話
- 東京都水道局長沢浄水場 - 水道

### 防災情報発信
- 同報無線
- FM K-City（かわさき市民放送）
- FMヨコハマ（横浜エフエム放送）
- ラジオ日本
- NHK横浜放送局
- tvk（テレビ神奈川）
- 川崎市ホームページ

### その他
- 川崎治水事務所
- 多摩区土木事務所
- 多摩防災センター

## 防犯

### 警察
| - 神奈川県多摩警察署 - 向ヶ丘遊園駅前交番 - 登戸駅前交番 - 宿河原交番 - 堰交番 | - - 中野島交番 - 菅交番 - 菅星ヶ丘交番 | - - 読売ランド駅前交番 - 長沢交番 - 生田交番 |

## 多摩区を舞台とする作品
- 花の中の娘たち （1953年）東宝- 多摩水道橋の建設が進む時代、稲田町 字 菅 の二十世紀梨をつくる梨農家が舞台の東宝初のカラー映画。
- あにいもうと（1953年）大映- 室生犀星の小説『あにいもうと』の映画化作品。監督：成瀬巳喜男　狛江五本松対岸の多摩川風景、砂利の採掘、お盆の灯籠流し、中野島あたりの農村風景とともに、川師を引退した父、多摩川沿いで小さな茶屋を営む母、無頼の兄、東京で働く長女と次女の家族ストーリー。
- 巨人の星 - 巨人軍宿舎が星飛雄馬と伴宙太の生活の場となった。
- ウルトラセブン - 第8話「狙われた街」でメトロン星人が向ヶ丘遊園駅に自動販売機を設置する。ダンとアンヌが張り込みをしていた喫茶店は現在のケンタッキーフライドチキンの辺り。
- 飛び出せ!青春 - 向ヶ丘遊園駅北口が生徒たちの最寄駅として多々登場。
- 仮面ライダーV3 - 少年ライダー隊本部がある（劇中の郵便物に記載がある）。
- スタジオ・ボロ物語 - 藤子・F・不二雄の自伝漫画。当時藤子不二雄コンビが在住していた生田周辺が登場。
- 高校教師（1974年版） - 向ヶ丘遊園駅南口にあった「喫茶・林道」が生徒の実家の設定で、登戸駅から向ヶ丘遊園駅周辺が度々登場。
- ツルモク独身寮 - 窪之内英策の漫画。劇中、小田急線喜多見駅から向ヶ丘遊園駅にかけての風景が登場する。
- ワタナベ - 窪之内英策の漫画。劇中、向ヶ丘遊園駅周辺の街並み、風景が登場する。
- ショコラ - 窪之内英策の漫画。漫画に舞台となったケーキ屋の建物のモデルとなったのは登戸の喫茶店「五線紙」（建替前）。
- 家なき子 - 主人公相沢すずの父、相沢悟志が住んでいたアパートの住所が登戸であった。
- NHKにようこそ! - 主人公・佐藤達広が暮らす場所として登場。原作者・滝本竜彦が下宿していた場所が小田急線生田駅付近だったことに起因する。(後述)
- 超人計画 - 原作者・滝本竜彦が生田に下宿した数年間を私小説とした。この体験が彼の作風に繋がる。
- たまはな - 安原いちるの漫画。稲田堤界隈が舞台。
- カメラ、はじめてもいいですか?（2023年）BS松竹東急の「月曜ドラマ」 - 主人公池田ミトが暮らすアパート近くの見晴らしの良い通学路としてふじやま遺跡公園近くの長尾６丁目。また宿河原二ヶ領用水のたいこ橋なども登場。
- 虎に翼（2024年）NHK「連続テレビ小説」 - 猪爪寅子の父猪爪直言は、銀行を退職し、多摩川近くの登戸に信号弾などを作る「登戸火工」を創業。
- 地面師たち -（2024年）Netflixシリーズ　主人公の両親が詐欺被害にあった土地が向ヶ丘遊園駅前の土地。

※川崎市多摩区三田にある東京都水道局長沢浄水場は近未来的な形状であるため「ウルトラマン」や「仮面ライダー」などの特撮ヒーロー番組のロケ地として数多く使われた。
※向ヶ丘遊園も数々の番組のロケ地として使用されていた。
※日本テレビ系列土曜21:00〜21:54の「土曜グランド劇場→Surprise Saturday」の数多くの作品で多摩区各地でロケが行われている。
※整った町並みが多く、映画「口裂け女」など、多数の映画のロケ地として登場している。

## 著名な出身者
- 織田裕二（歌手・俳優）
- 西田ひかる[注釈 5]（歌手・俳優）
- 大平貴之（プラネタリウムクリエイター・メガスター製作者）
- 信平和也 - 元プロバスケットボール選手（bjリーグ・東京アパッチ所属）
- 平野恵一（元プロ野球選手・オリックス・ブルーウェーブ所属）
- 松沢成文（元神奈川県知事）[注釈 6]
- 杉野正（実業家、政治運動家）
- 矢島悠子（テレビ朝日アナウンサー）
- 榎本葵（元プロ野球選手・東京ヤクルトスワローズ所属）
- 鈴木伸之（劇団EXILE）
- ゆゆうた  (YouTuber)

## ゆかりの人物
- 藤子不二雄（漫画家）
  - 藤本弘（藤子・F・不二雄。富山県高岡市出身）
  - 安孫子素雄（藤子不二雄A。富山県氷見市出身）

二人ともトキワ荘を退去後、多摩区内に住み創作活動を行っていた。
- 窪之内英策（漫画家）- 登戸・向ヶ丘遊園を舞台とした作品を多数発表。
- 庄野潤三（作家）- 生田を舞台とした著書を多数出版。